# رودریگو نونیز
رودریگو نونیز (اسپانیایی: Rodrigo Núñez‎؛ زادهٔ ۵ فوریهٔ ۱۹۷۷) بازیکن بازنشسته فوتبال اهل شیلی است.

## باشگاهی
از باشگاه‌هایی که در آن بازی کرده‌است می‌توان به اشاره کرد.

## تیم ملی
وی همچنین در تیم ملی فوتبال شیلی بازی کرده‌است.